# I'll Always Know What You Did Last Summer
I'll Always Know What You Did Last Summer es una película de terror de 2006 estrenada directamente en DVD el 22 de agosto de 2006, siendo la secuela de las películas I Still Know What You Did Last Summer y I Know What You Did Last Summer y la tercera entrega de la serie. Fue filmada en Park City (Utah). A pesar del título, no es una continuación de sus predecesoras y ni tiene ninguno de los actores de las películas anteriores. El único personaje original que aparece es el asesino pero no con la identidad de Ben Willis sino como un ser sobrenatural bajo la gabardina. Tampoco tiene una historia similar a la de las dos primeras partes aunque en una escena los personajes hacen referencia a los sucesos de las otras dos películas.

## Sinopsis
Amber Williams (Brooke Nevin), sus amigos Zoey (Torrey DeVitto) y Roger (Seth Packard), y su novio Colby Patterson (David Paetkau) hacen una broma en el carnaval de la ciudad, con Roger simulando el retorno del "Pescador" asesino. Sin embargo, su amigo PJ Davis (Clay Taylor) muere accidentalmente durante la maniobra y, al ver que nadie sospecha que todo fue causado por su broma, queman las pruebas para encubrir lo que pasó y hacen un pacto para mantener el secreto.
Un año después, Amber es invitada a una fiesta en un granero, donde descubre a Colby, que le dice que con su beca no le fue muy bien y buscó "otras alternativas". Amber se va, enfadada. Esa noche, tras despertarse de una pesadilla, va a la cocina a beber un vaso de agua, pero, al mirar su móvil, descubre que ha recibido 50 mensajes de texto que dicen: "Sé lo que hicieron el verano pasado". Rápidamente va a la casa de Zoey, y la encuentra ensayando con su grupo. Tras disculparse por no ponerse en contacto con ella y enseñarle los mensajes, pasa la noche allí.
Al día siguiente van a visitar a Roger a su negocio, pero no les cree. Lo mismo pasa con Colby, con quien hablan en la piscina en la que trabaja. Sin embargo, cuando Colby vuelve a su puesto, descubre el mensaje "Sé lo que hicisteis" escrito en el suelo con agua. Esa noche, Roger considera suicidarse, y, tras escribir una carta, es perseguido por el pescador y degollado. Sus amigos llegan a la escena y descubren la carta. En ese momento aparece el ayudante Haffner (KC Clyde) y les promete ayuda.
Colby comienza a sospechar del Sheriff, mientras Lance, primo de PJ y sobrino del Sheriff, intenta convencerlo de lo contrario. Esa noche, Colby se queda en la piscina a practicar natación, y es herido en el pie por el pescador.
La noche siguiente, todos deciden marcharse de la ciudad, pero Zoey se quiere quedar por el concierto. Deciden irse en cuanto termine la actuación. Colby se emborracha en las cocinas, y cuando los demás están preparados para marcharse, son perseguidos por el pescador en los camerinos. Allí mueren Colby y Zoey. Después, muere Haffner, ya en el aparcamiento. En la lucha final, Lance es herido y Amber consigue lanzar al pescador al vacío.
Un tiempo después, Amber está conduciendo hacia Los Ángeles, pero se le pincha una rueda. En pleno desierto, es apuñalada por el pescador. La pantalla se pone negra y lo último que se oye es un grito de Amber.

## Elenco
- Brooke Nevin como Amber Williams.
- David Paetkau como Colby Patterson.
- Torrey DeVitto como Zoe Warner.
- Ben Easter como Lance Jones.
- Seth Packard como Roger Pack.
- Clay Taylor como P.J. Davis
- Michael Flynn como El Sheriff Davis.
- K.C. Clyde como El Sheriff John Hafner.
- Brittanie Nicole Leary como Kim.
- Star LaPoint como Kelly.
- Don Shanks como El Pescador/Ben Willis.
- Junior Richard como un actor.

## Producción

### Guion original
En el año 2000, hubo proyecto para filmar una secuela directa de I Still Know What You Did Last Summer, la cual incluía una trama con los tres supervivientes de la película anterior. No obstante, por razones desconocidas, la película nunca se hizo.

### Música
- LFL - Goth Jones
- Colosseum - The Bedbugs
- U Owe It 2 U - Weapon of Choice
- I Want You - FFF
- Body Rot - Goth Jones
- Something I Haven't Thought Of...In Years - Mazey Gordens & The Brick Hit House Band
- Business In The Front/Party In The Back - Mazey Gordens & The Brick Hit House Band
- FFT - Goth Jones
- One Of Those Nights - Junior
- Step To The Floor - Illegal Substance
- Daredevil - Weapons of Pleasure
- Between You And Me - Suffrajett
- NY - Suffrajett

## Serie de Televisión (2021)
- I Know What You Did Last Summer (serie de televisión)